# Axel Borup-Jørgensen
Jens Axel Borup-Jørgensen (Hjørring, 2 november 1924 – Birkerød, 15 oktober  2012) was een Deens componist.
Hij werd geboren in Denemarken, maar groeide op in Zweden, Mjölby. De familie leidde daarbij een enigszins nomadisch bestaan, vader was uitvinder. Al op jonge leeftijd bespeelde hij muziekinstrumenten als mondorgel, accordeon, mandoline en piano. Zijn aandacht ging echter meer uit naar tekenen; hij wilde architect worden. Zijn belangstelling voor klassieke muziek kwam pas in 1942 toen zijn pianoleraar hem een deel uit de Mondscheinsonate van Ludwig van Beethoven liet horen. In 1946 keerde hij terug naar Denemarken. Hij volgde er een piano-opleiding aan de Det Kongelige Danske Musikkonservatorium, instrumentatie bij Poul Schierbeck en Jørgen Jersild, ook Niels Viggo Bentzon was een van zijn leermeesters. Hij verdiende de kost deels als pianoleraar, maar raakte ondertussen in de ban van de moderne dichtkunst. Als componist was hij grotendeels autodidact, alhoewel hij later (vanaf 1962) enige tijd studeerde aan de muziekschool in Darmstadt, hij bleef echter ver van de seriële muziek. Zijn oeuvre bestaat uit muziek voor allerlei ensemble, van solo tot symfonieorkest, van liederen tot koorwerken. Zijn opus 51 de Nordisk Sommerpastorale won een prijs van de Deense radio. Marin for symfoniorkest, opus 60, voor orkest waarbij de vierenveertig strijkers elke een eigen stem hebben wordt gezien als zijn magnum opus; hij schreef het voor een jubileum van het Deens Radio Symfonieorkest (1970). Het betekende tevens een keerpunt in zijn componeren. Het werk nam zoveel tijd en techniek in beslag, dat hij daarna alleen nog voor kleinere ensembles schreef.
In aanvulling op het componeren van ongeveer 185 werken, was hij ook bestuurslid van Det Unge Tonekunstnerselscab, een muziekuitgeverij (Edition Samfundet) en het Staatskunstfonds (Statens Kunstfond). Hij ontving vanaf 1965 een staatstoelage. Zijn dochter, voor wie hij Nachtstück schreef, had enige tijd privé-blokfluitles bij Michala Petri, voor haar (Petri) componeerde hij een aantal muziekstukken voor begeleid en onbegeleid blokfluit, zoals Architraves.   
- Bibliothèque nationale de France: cb163200258 (data)
- Gemeinsame Normdatei: 103784438
- International Standard Name Identifier: 0000 0000 8166 6648
- Library of Congress Control Number: n81133544
- Nationale Bibliotheek van Letland: 000113551
- MusicBrainz: 34a8a4cb-b4cd-4e53-a02c-9d6b8e9cc1b2
- Nationale Bibliotheek van Tsjechië: mzk2013764793
- Nationale Bibliotheek van Israël: 987012503104805171
- Nederlandse Thesaurus van Auteursnamen: 095666672
- Trove: 1175712
- Virtual International Authority File: 94021678
- WorldCat: E39PBJxRHbXM4MrB74DV68fH4q